# Port lotniczy Kaieteur
Port lotniczy Kaieteur (IATA: KIA, ICAO: PSKA) – międzynarodowy port lotniczy zlokalizowany w Parku Narodowym Kaieteur w Gujanie. Jest to drugi co do wielkości aeroport gujański

## Linie lotnicze i połączenia
- Trans Guyana Airways (Georgetown)
- Roraima Airways (Georgetown)
- Rutaca (Caracas)
- Condor Airlines (London)
- Sunwing Airlines (Montreal)